# Espectroscópio

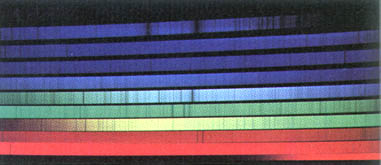
Exemplo do que se vê num espectroscópio de absorção atômica

O espectroscópio é um instrumento semelhante ao espectrógrafo, utilizado para fazer análise espectrográfica ou observar espectros. Foi inventado por Robert Bunsen e Gustav Kirchhoff em 1860.
A diferença entre espectroscópio e o espectrógrafo, é que no primeiro o espectro é mostrado através de um visor , tela ou monitor, e no segundo o espectro é fixado em papel fotográfico, ou impresso para análise posterior.

## Análise
Num sentido restrito, os espectroscópios são equipamentos cuja finalidade é a análise do espectro eletromagnético, incluída a região visível. A importância do processo resulta da propriedade que todas as substâncias e elementos químicos possuem um espectro característico próprio quando são aquecidos ou excitados por uma grande diferença de potencial emitindo radiação, de forma que a análise espectral permite a identificação do elemento associado ao espectro.

## Utilização
Desta forma os espectroscópios podem ser utilizados em análises químicas, e a este processo se denomina espectroscopia.
Graças a utilização do processo de espectroscopia foi possível a descoberta de dois novos elementos químicos, o césio e o rubídio.

### Astronomia
É usado para se identificar elementos químicos presentes em objetos astronômicos a partir do padrão de absorção específico a cada elemento.
É também utilizado para conhecer melhor as estrelas. Com esse equipamento, os astrônomos determinam a temperatura e a composição química dos astros celestes.[carece de fontes?]

### Análises físico-químicas
Com a adaptação dos espectroscópios para a análise quantitativa surgiram derivações do equipamento, notadamente os espectrógrafos, espectrômetros, espectrofotômetros, entre outros.

## Atualmente
Os espectroscópios atualmente são empregados pela indústria e laboratórios químico-físicos para a rápida detecção de determinadas substâncias numa grande variedade de misturas.
A forma pela qual os feixes luminosos são analisados pelos equipamentos de espectrometria, podem ser entendidos se imaginando a luz como uma onda eletromagnética, ou seja, um campo eletromagnético oscilante que se propaga pelo espaço. As vibrações são caracterizadas por valores mínimos e máximos de intensidade do campo eletromagnético. Pode-se afirmar que o é pela amplitude da onda, ou seja, a distância entre dois máximos ou dois mínimos consecutivos é chamada comprimento de onda.

## Espectro visível e comprimentos de onda
O olho humano não percebe todas as ondas eletromagnéticas, mas somente aquelas cujo comprimento de onda esteja entre 400 e 700 nanómetros, chamadas de luz visível. Disso decorre a cor, pois, devida peculiaridade da visão, em cada comprimento de onda é associada uma cor.
Pode-se afirmar ainda que longos comprimentos de onda são percebidos como a cor vermelha e os menores, azul, sendo o espectro visível compreendido entre estes dois extremos.
Em geral, sabe-se que a coloração de uma determinada fonte luminosa resulta da mistura de várias outras cores (ou comprimentos de onda), ou, trata-se assim de uma luz formada por ondas de diferentes comprimentos de onda.
A análise qualitativa do feixe luminoso da fonte emissora consiste em separar e identificar as diversas ondas que compõe a luz. Através do espectroscópio podemos separar os diferentes comprimentos de onda. Pelo fenômeno ondulatório sabe-se que a luz ao se propagar de um meio para outro refrata, sofrendo um desvio em sua trajetória que varia de acordo com o comprimento de onda.

## Newton e o espectro luminoso
Um exemplo clássico de formação do espectro luminoso foi dado por Newton, que ao fazer a luz solar incidir sobre um anteparo contendo uma fenda, obteve um feixe luminoso que ao passar por um prisma e ser projetado num anteparo formou as cores do arco-íris neste. Isto ocorreu porque, ao  atingir o prisma, que devida forma triangular acentua os efeitos da refração, cada comprimento de onda acentua os efeitos da refração, portanto, cada comprimento de onda que compõe o feixe sofre um desvio proporcional ao respectivo comprimento de onda. Resultando assim, sobre o anteparo, uma série de imagens da fenda, uma de cada cor, e, separadas entre si por distâncias proporcionais aos comprimentos de ondas correspondentes. Para a série de imagens projetada se deu o nome de espectro luminoso. Assim, pode-se afirmar que o sistema montado por Newton constituiu o primeiro, embora rudimentar, espectroscópio.

## Processo de espectroscopia
Para utilizar o sistema elaborado por Newton na análise química, deve ser adicionada uma lente em frente à fenda por onde passará a luz, desta forma ocorre o aumento de intensidade do feixe luminoso.
Em seguida substitui-se a tela por um sistema de lentes, semelhantes a uma luneta, por onde o espectro poderá ser analisado com maior precisão devido ao aumento de nitidez.
Uma vez montado o dispositivo de visualização, procede-se o processo de volatilização do material em estudo, para tal, pode se usar arco voltaico (podem ser utilizados outros processos).
Uma vez queimada uma pequena quantidade de material a ser analisado, compara-se o espectro obtido com outros de materiais conhecidos.
Nos espectrômetros que permitem determinar o comprimento de onda de cada cor que compõe o feixe, o sistema de lentes gira em torno do prisma e este possui uma marca de referência gravada na lente. A medida se obtém ao se deslocar o sistema de lentes de forma que a marca de referência coincida com a faixa do espectro correspondente ao comprimento de onda a ser medido. Naturalmente deve existir uma escala sob as lentes que formam o sistema ótico. A finalidade da escala sob as lentes que se deslocam é fornecer uma leitura direta do comprimento de onda da faixa localizada.
Ao se adaptar o sistema num telescópio, é possível se determinar a composição de um corpo celeste pela análise do espectro.

## Instrumentação
Em geral, espectrômetros ou espectroscópios são equipamentos destinados à análise da radiação eletromagnética. Desta forma, servem para a análise físico-química cujo processo é chamado espectroscopia.
É comum ainda se confundirem estes termos com espectrofotômetro. Entretanto, ao termo espectrofotômetro reserva-se o sentido de ser um espectrômetro dotado de sistema registrador em gráfico da medida da energia versus a medida do comprimento de onda.
Para se descrever resumida e simplificadamente, espectrômetros são aparelhos que compreendem uma fonte de energia radiante, um sistema colimador (fenda, lentes...), um local destinado à amostra, um sistema monocromador e um sistema detector.